# Мар'янівка (Хмільницький район)
Мар'я́нівка — село в Україні, у Хмільницькому районі Вінницької області. Населення становить 392 особи.

## Пам'ятки
- Гідрологічний заказник місцевого значення Снивода.